# Max Lehmann (Historiker)
Max Ludwig Eduard Lehmann (* 19. Mai 1845 in Berlin; † 8. Oktober 1929 in Göttingen) war ein deutscher Historiker und Hochschullehrer.

## Leben
Lehmann studierte in Königsberg, Bonn und Berlin zunächst klassische Philologie und danach Geschichtswissenschaft. Er zählt als Schüler von Leopold von Ranke zu den Neorankianern, ähnlich wie Max Lenz und Erich Marcks. Im Jahr 1879 unterrichtete er an der Berliner Militärakademie, daneben war er im Archivdienst tätig. Im Jahr 1888 wurde er an die Philipps-Universität Marburg als Professor für Geschichte und im Jahre 1892 als Ordinarius nach Leipzig berufen. 1893 wurde er Professor für Geschichte des Mittelalters und Neuzeitliche Geschichte an der Georg-August-Universität Göttingen.
Lehmann beschäftigte sich in einigen Studien mit Martin Luther. Er trat gegen Legendenbildung in der Geschichtsschreibung ein. Er war der Überzeugung, dass Politik und Geschichte keinen gefährlicheren Feind haben als den Chauvinismus. Er war Kritiker der borussischen Historiografie, des Wilhelminischen Imperialismus und später ein Verfechter der Weimarer Reichsverfassung.
Lehmann war meist polemisch und wurde als konservativer Heißsporn bezeichnet. Er war seit 1893 ordentliches Mitglied der Göttinger Akademie der Wissenschaften: nach der Wahl des Breslauer Kardinals Kopp 1902 trat er aus aber 1914 wurde er wieder ordentliches Mitglied. 1887 wurde er in die Preußische Akademie der Wissenschaften aufgenommen. Die Einleitung der ersten Bände des von ihm herausgegebenen Werks Preußen und die katholische Kirche gab der Zentrumspartei Anlass zu scharfer Kritik. Aufgrund der Intervention durch Otto von Bismarck und Heinrich von Sybel, die die Reihe ermöglichten, verzichtete er in den folgenden Bänden auf eine Einleitung.
Für sein Werk über den Freiherrn vom Stein erhielt Lehmann jeweils eine Ehrendoktorwürde der juristischen Fakultät der Universität Gießen und der Theologischen Fakultät der Universität Berlin.
1889 erhielt er den Verdunpreis.
Lehmann gehörte 1919 zu den sechs deutschsprachigen Erstunterzeichnern einer pazifistischen Unabhängigkeitserklärung des Geistes, neben Albert Einstein, Hermann Hesse, Georg Friedrich Nicolai und Heinrich Mann sowie dem Initiator Wilhelm Herzog.

## Schriften
- Das Aufgebot zur Heerfahrt Ottos II. nach Italien. 1869.
- Der Krieg von 1870 bis zur Einschließung von Metz. 1873.
- Knesebeck und Schön. Beiträge zur Geschichte der Freiheitskriege. 1875.
- Stein, Scharnhorst und Schön. 1877.
- Scharnhorst. 1886–1887.
- Friedrich der Große. 1894.
- Freiherr vom Stein. 1902–1905.
- Historische Aufsätze und Reden. 1911.
- Die Erhebung von 1813. 1913.

als Herausgeber
- Preußen und die katholische Kirche seit 1640. Bis 1897 nach den Acten des geheimen Staatsarchivs. Hirzel-Verlag, Leipzig 1893.